# 6 Dywizja Piechoty (III Rzesza)
6 Dywizja Piechoty (niem. 6. Infanterie-Division) – niemiecka dywizja z czasów II wojny światowej, uczestniczyła w agresji na Francję i ataku na Związek Radziecki. Przemianowana na 6 Dywizję Grenadierów a następnie na 6 Dywizja Grenadierów Ludowych.

## Formowanie i walki
Sformowana w październiku 1934 roku pod ukrytą nazwą Infanterieführer VI, miejsce stacjonowania sztabu Bielefeld. Na mocy rozkazu z 15 października 1935 roku otrzymała oficjalną nazwę 6 Dywizja Piechoty. Stacjonowała w VI Okręgu Wojskowym. Brała udział w Francję oraz ataku na Związek Radziecki.  
W czerwcu 1944 roku została zniszczona na Białorusi i oficjalnie rozwiązana 18 lipca 1944 roku. Została odtworzona 25 lipca jako 6 Dywizja Grenadierów (6. Grenadier-Division) z resztek oraz 552 Dywizji Grenadierów. 9 października 1944 roku znalazła się ponownie na froncie wschodnim nad Wisłą w rejonie Warki. Jednocześnie zmieniono jej nazwę na 6 Dywizja Grenadierów Ludowych. W styczniu 1945 roku jeszcze raz została zniszczona w trakcie zimowej ofensywy Armii Czerwonej. Dywizję odtworzono 10 marca 1945 roku z resztek oraz Dywizji Szkieletowej Drezno pod pierwotną nazwą 6 Dywizja Piechoty. Żołnierze dywizji 8 maja 1945 roku oddali się do niewoli Armii Czerwonej, po otoczeniu w rejonie Deutsch-Brot.

## Dowódcy dywizji
- gen. mjr Wilhelm Keitel 1 X 1934 – 1 V 1935;
- gen. mjr Walter Kuntze 1 V 1935 – 1 X 1938;
- gen. por. Arnold Freiherr von Biegeleben 1 X 1938 – 11 X 1940;
- gen. por. Helge Auleb 14 X 1940 – 21 I 1942;
- gen. por. Horst Großmann 25 I 1942 – 16 XII 1943;
- gen. mjr Egon von Neindorff 16 XII 1943 – 12 I 1944;
- płk Alexander Conrady 12 I 1944 – 18 I 1944;
- płk Günter Klammt 19 I 1944 – 1 VI 1944;
- gen. por. Walter Heyne 1 VI 1944 – 6 VI 1944;

## Struktura organizacyjna
Skład w sierpniu 1939
- 18  pułk piechoty: miejsce postoju sztabu i III  batalionu – Bielefeld, II, I  rezerwowego i II  rezerwowego batalionu – Detmold;
- 37  pułk piechoty: miejsce postoju sztabu II  i III  batalionu – Osnabrück, I  i rezerwowego batalionu – Lingen;
- 58  pułk piechoty: miejsce postoju sztabu II  i rezerwowego batalionu – Herford, II  batalionu – Minden, III  batalionu – Bückeburg, I  i rezerwowego batalionu – Osnabrück;
- 6  pułk artylerii: miejsce postoju sztabu II  i III  dywizjonu – Osnabrück, I  dywizjonu – Lingen;
- I  dywizjon 42  pułku artylerii ciężkiej: miejsce postoju – Minden;
- 6  batalion pionierów: miejsce postoju – Minden;
- 6  oddział przeciwpancerny: miejsce postoju – Herford;
- 6  oddział łączności: miejsce postoju – Bielefeld;
- 6  oddział obserwacyjny: miejsce postoju – Lemgo;

Skład w lipcu 1944
- 18, 37  i 58  pułk grenadierów,
- 6  pułk artylerii, 6  batalion pionierów,
- 6  batalion fizylierów,
- 6  oddział przeciwpancerny,
- 6  oddział łączności, 6
- 6  polowy batalion zapasowy;